# 圣马丹勒维努
圣马丹勒维努（法語：Saint-Martin-le-Vinoux，法語發音：[sɛ̃ maʁtɛ̃ lə vinu]）是法国伊泽尔省的一个市镇，位于该省中部，省会格勒诺布尔市区以北，属于格勒诺布尔区。

## 地理
圣马丹勒维努（45°12'11"N, 5°42'59"E）面积10.06 平方千米，位于法国奥弗涅-罗讷-阿尔卑斯大区伊泽尔省，该省份为法国东南部内陆省份，北起顺时针与安省、萨瓦省、上阿尔卑斯省、德龙省、阿尔代什省、卢瓦尔省和罗讷省。
与圣马丹勒维努接壤的市镇（或旧市镇、城区）包括：凯昂沙特勒斯、格勒诺布尔、圣埃格雷沃、拉特龙什。

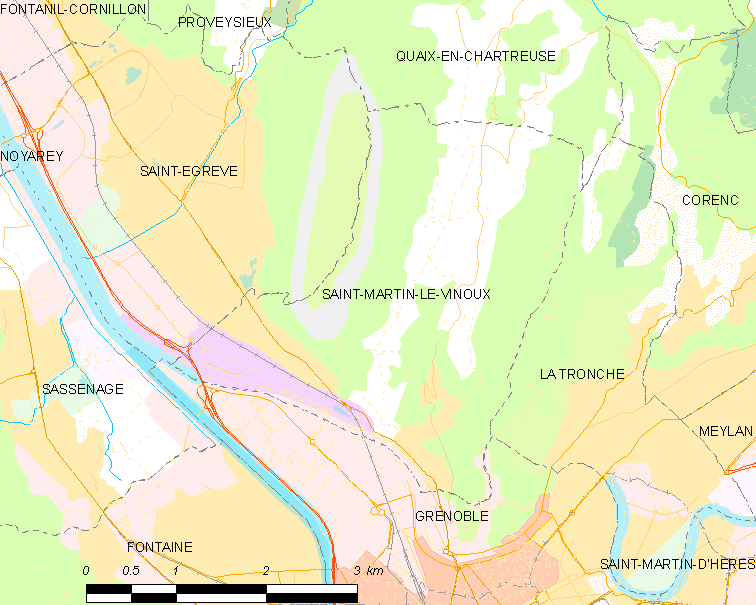
圣马丹勒维努的OSM定位图

圣马丹勒维努的时区为UTC+01:00、UTC+02:00（夏令时）。

## 行政
圣马丹勒维努的邮政编码为38950，INSEE市镇编码为38423。

## 政治
圣马丹勒维努所属的省级选区为格勒诺布尔第二县。

## 人口

1962-2008年间圣马丹勒维努人口变化图示

圣马丹勒维努于2022年1月1日时的人口数量为5957人。

## 友好城市
- 德国 布罗特罗德-特鲁瑟塔尔（1993年）
- 莫里巴布古（1998年）
- 羅馬尼亞 伯爾切什蒂（1998年）